# Distretto di T'Sabit
Il distretto di T'Sabit è un distretto della provincia di Adrar, in Algeria, con capoluogo T'Sabit.

## Comuni
Il Distretto di T'Sabit comprende 2 comuni:
- Sebaa
- T'Sabit